# Енергія великого об'єднання
Енергія великого об'єднання — передбачуваний у теоріях Великого об'єднання (ТВО) енергетичний рівень, вище від якого електромагнітні, слабкі та сильні взаємодії стають рівними за силою і перетворюються на одну об'єднану взаємодію, описувану простою групою Лі. Приблизна величина енергії великого об'єднання становить {\displaystyle 10^{25}} еВ або {\displaystyle 10^{16}} ГеВ. Конкретні теорії великого об'єднання можуть передбачати енергію великого об'єднання, але, як правило, з великими невизначеностями через залежні від моделі деталі, такі як вибір калібрувальної групи, сектора Хіггса, вміст речовини або додаткові вільні параметри. Крім того, зараз можна сказати, що не існує загальноприйнятої «мінімальної теорії великого об'єднання».
Об'єднання електрослабкої взаємодії та сильної взаємодії з гравітаційною взаємодією у так званій «Теорії всього» вимагає ще вищого енергетичного рівня, який зазвичай вважають близьким до планківської енергії. Теоретично, на таких малих відстанях гравітація стає порівнянною за силою з трьома іншими відомими нині силами природи. Це твердження змінюється, якщо є додаткові виміри простору в проміжних масштабах. У цьому випадку сила гравітаційних взаємодій зростає швидше на менших відстанях, а енергетичний масштаб, на якому поєднуються всі відомі сили природи, може бути значно нижчим. Цей ефект використовують у моделях великих додаткових розмірностей.
Точне значення енергії великого об'єднання (якщо велике об'єднання справді реалізовано в природі) залежить ще від невідомих законів фізики, які діють на коротших відстанях, ще досліджених експериментами. Якщо припустити калібрувальну пустелю і суперсиметрію, то вона становить близько {\displaystyle 10^{16}} ГеВ.
Найпотужніший нині колайдер, Великий адронний колайдер, призначений для досягнення енергії центра мас {\displaystyle 1,4\times 10^{4}} ГеВ під час зіткнень протон-протон. Масштаб {\displaystyle 10^{16}} ГеВ всього на кілька порядків нижчий від планківської енергії {\displaystyle 10^{19}} ГеВ і, отже, перебуває за межами досяжності наземних штучних колайдеров.